# Vijoličasta sehlica
Vijoličasta sehlica (znanstveno ime Marasmius wynneae) je gliva iz rodu sehlic (Marasmius).

## Značilnosti
Klobuk je širok 2 do 4 cm, v mladosti polkroglast, kasneje se razširi in na sredini dobi rahlo udrtino. Površine je mat in v vlažnem vremenu do sredine nabrazdana. Barva klobuka je zelo spremenljiva, vendar ima običajno rahlo vijoličen odtenek. Sicer je lahko klobuk skoraj belkast do bledo rjavkast. Pri sušenju barve močno zbledijo. Rob je bolj bled in valovit.
Lističi so debeli, razmaknjeni in z zobcem pripeti na bet. So belkaste do smetanaste ali celo sivo vijolične barve.
Bet je valjast, včasih sploščen in zvit. Visok je od 3 do 7 cm in širok od 2 do 8 mm. Je trd, elastičen in votel ter po celotni dolžini kosmičasto poprhnjen. V zgornjem delu je kremne barve, proti dnu postaja vse bolj rdečkasto rjav. Dnišče je opredeno z drobnim micelijem in pod listjem pogosto pokriva velike površine.
Meso je v klobuku bele barve, ranko in neprijetnega vonja in okusa. Včasih je zaznaven rahel vonj po grenkih mandljih ali senu.

## Razširjenost in življenjski prostor
Je dokaj pogosta goba razširjena po Evropi. Pojavljajo se od junija do novembra, v skupinah in krogih na apnenčastih tleh v grmovju in robovih listnatih gozdov. Raste kot gniloživka na razpadajočem listju.

## Mikroskopske značilnosti
Trosni odtis je bele barve. Trosi so elipsasti, gladki, prosojni z oljnimi kapljicami, neamiloidni in merijo 5–7 x 3–3,5 μm.

## Podobne vrste
- dišeča sehlica (Marasmius oreades) je bolj okraste barve in ima svetlejši vet
- nagubana čeladica (Mycena galericulata) raste neposredno na lesu

## Uporabnost
Neužitna.
Vijoličasta sehlica spada v skupino gliv, ki izločajo cianovodikovo kislino, s pomočjo katere se branijo pred nevretenčarji kot so na primer polži, ki se prehranjujejo z gobami.